# Leptactina rheophytica
Leptactina rheophytica är en måreväxtart som beskrevs av Bonaventure Sonké och Neuba. Leptactina rheophytica ingår i släktet Leptactina och familjen måreväxter.
Artens utbredningsområde är Ekvatorialguinea. Inga underarter finns listade i Catalogue of Life.